# آگوست ونتسینگر
آگوست ونتسینگر (آلمانی: August Wenzinger؛ ۱۹۰۵–۱۹۹۶) یک نوازندهٔ برجستهٔ ویولنسل و ویولا، رهبر ارکستر و مدرس و استاد موسیقی اهل سوئیس بود.
ونتسینگر یکی از پیشگامان مکتب «Historically informed performance» محسوب می‌شود و استاد نوازندگیِ «ویولا دا گامبا» هم بود و اصول این مکتب را چه در نوازندگی و چه به‌عنوان یک رهبر ارکستر در اجراهای ارکسترال و اپراها رعایت می‌کرد.
او از شاگردانِ امانوئل فویرمان، پاول گرومر و فیلیپ یارناخ بود.